# Menegites
Menegites é um género de traça pertencente à família Arctiidae.

## Espécies
- Menegites nivea Kiriakoff, 1954
- Menegites sulphurea (Bartel, 1903)